# Leucania sarcophaea
Leucania sarcophaea là một loài bướm đêm trong họ Noctuidae.